# نایلی رنگل
نایلی رنگل (اسپانیایی: Nayeli Rangel‎؛ زادهٔ ۲۸ فوریهٔ ۱۹۹۲) بازیکن فوتبال اهل مکزیک در پست هافبک و عضو تیم ملی فوتبال زنان مکزیک است.
از باشگاه‌هایی که در آن بازی کرده‌است می‌توان به اسکای بلو اف‌سی اشاره کرد.